# Renault Rodéo
La Rodéo è una piccola autovettura per il tempo libero, tipo d'auto anche conosciuto come "spiaggina", prodotta tra il 1970 ed il 1984 dalla casa automobilistica francese Renault.

## Profilo

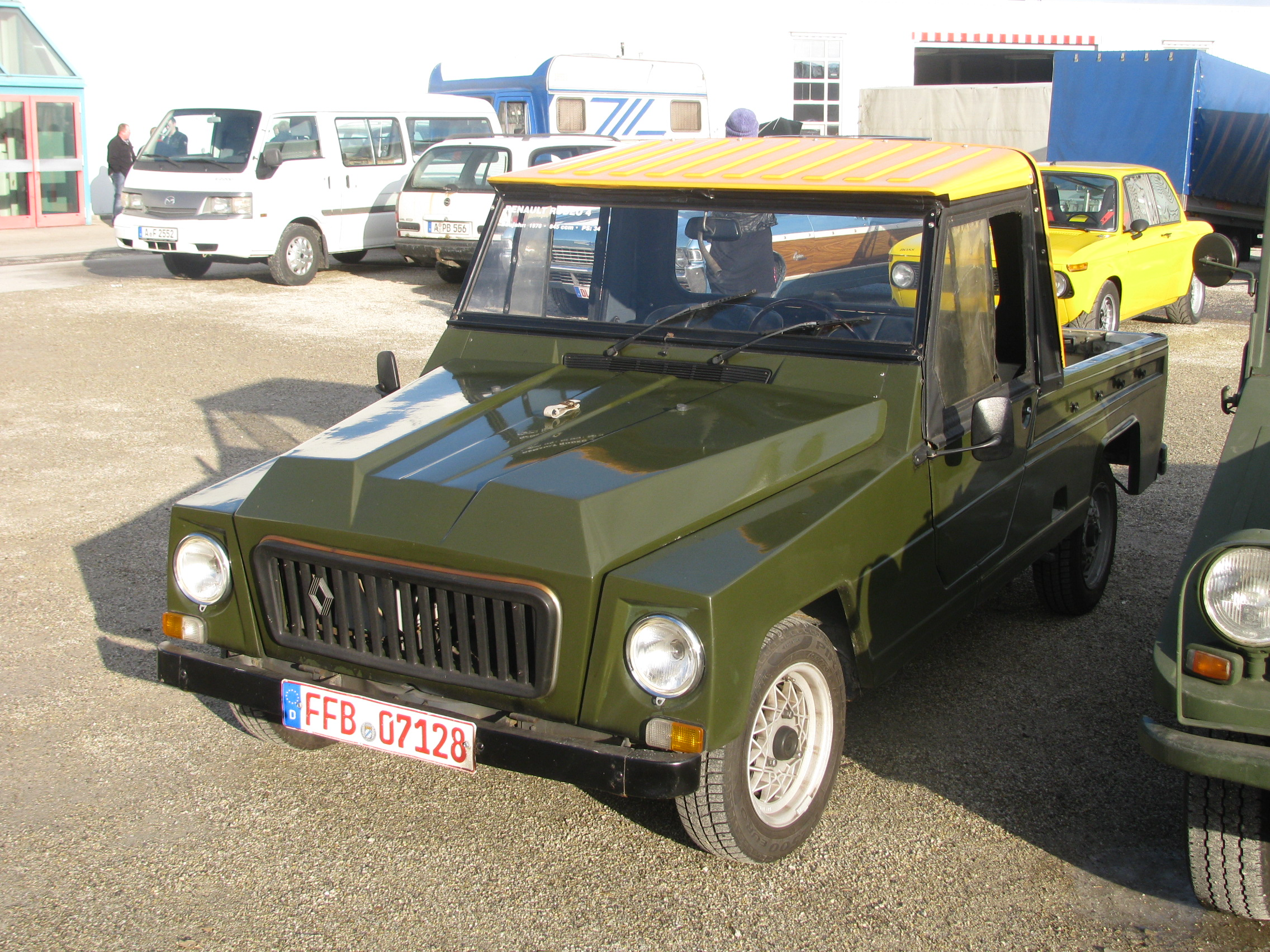
Una Renault Rodéo 4 Chantier

La Rodéo fu introdotta per la prima volta nel 1970, in maniera tale da andare a contrastare il crescente successo di vetture ultra-economiche ed ultra-spartane come la Citroën Méhari. La filosofia e la tecnica costruttiva era la stessa: niente accessori, solo lo stretto indispensabile per potersi muovere e carrozzeria in materiale plastico verniciato nella massa.
La prima Rodéo, denominata Rodéo 4, fu realizzata partendo dal telaio della Renault 4 furgonata. La carrozzeria era estremamente squadrata, anche perché, per realizzare la carrozzeria, sono stati utilizzati dei pannelli plastici piatti, per risparmiare sui costi. I pannelli di carrozzeria erano rivettati sul telaio. In tutte le Rodéo, la carrozzeria era scoperta con possibilità di richiuderla tramite una capote in tessuto con finestre in plastica trasparente. La Rodéo non fu costruita direttamente dalla Renault, ma da una carrozzeria esterna, la ACL (Atelier Costruzioni della Loira). I fari posteriori erano inizialmente gli stessi della R4 furgonata. La Rodéo 4 era disponibile in quattro versioni:
- Quatre-saisons, con capote che copriva tutto l'abitacolo e con portiere;
- Coursière, senza portiere e con capote più rudimentale, priva di protezioni laterali;
- Chantier, carrozzeria tipicamente pick-up, con portiere e con capote che andava a ricoprire solo i sedili anteriori;
- Evasion, con carrozzeria pick-up, ma senza portiere e senza capote.

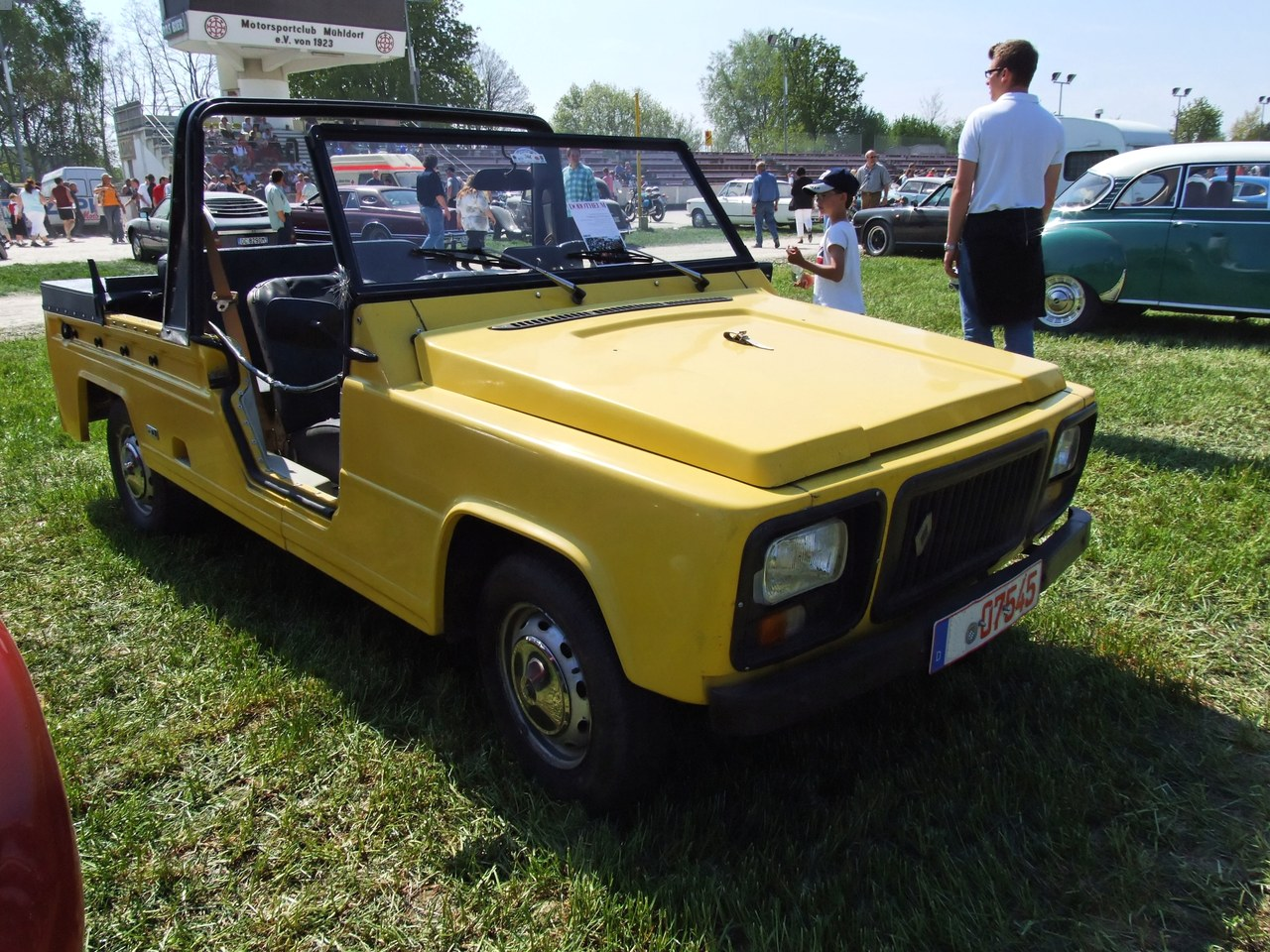
Una Renault Rodéo 6 Coursière

Il motore era noto con la sigla di 800-01, ed era il 4 cilindri da 845 cm³ già montato sulle Dauphine e sulle ultime 4CV, ed introdotto sulle R4 a partire dal 1964. Tale motore erogava una potenza massima di 30 CV a 4700 giri/min.
La Rodéo 4 fu prodotta fino al 1972.
La seconda serie della Rodéo, denominata Rodéo 6, vide la luce nel 1973: la nuova serie si distingueva immediatamente dalla precedente per via del frontale, dotato di calandra più larga e fari anteriori ovali e molto più grandi. Anch'essa veniva assemblata presso la ACL ed era disponibile nelle stesse versioni della sua progenitrice. La meccanica era la stessa della Renault 6 TL, vale a dire che la Rodéo 6 montava un 4 cilindri da 1108 cm³ in grado di erogare 47 CV. Nell'agosto 1979 fu lanciata una versione ristilizzata della Rodéo 6, con frontale reso più moderno e nuovo motore da 1289 cm³ di cilindrata e 45 CV di potenza massima, preso direttamente dalla Renault 5 GTL. Tale motore disponeva di una migliore curva di coppia, essenziale per una vettura tuttofare come la Rodéo. Alla fine del 1980, anche la Rodéo 6 uscì di produzione.

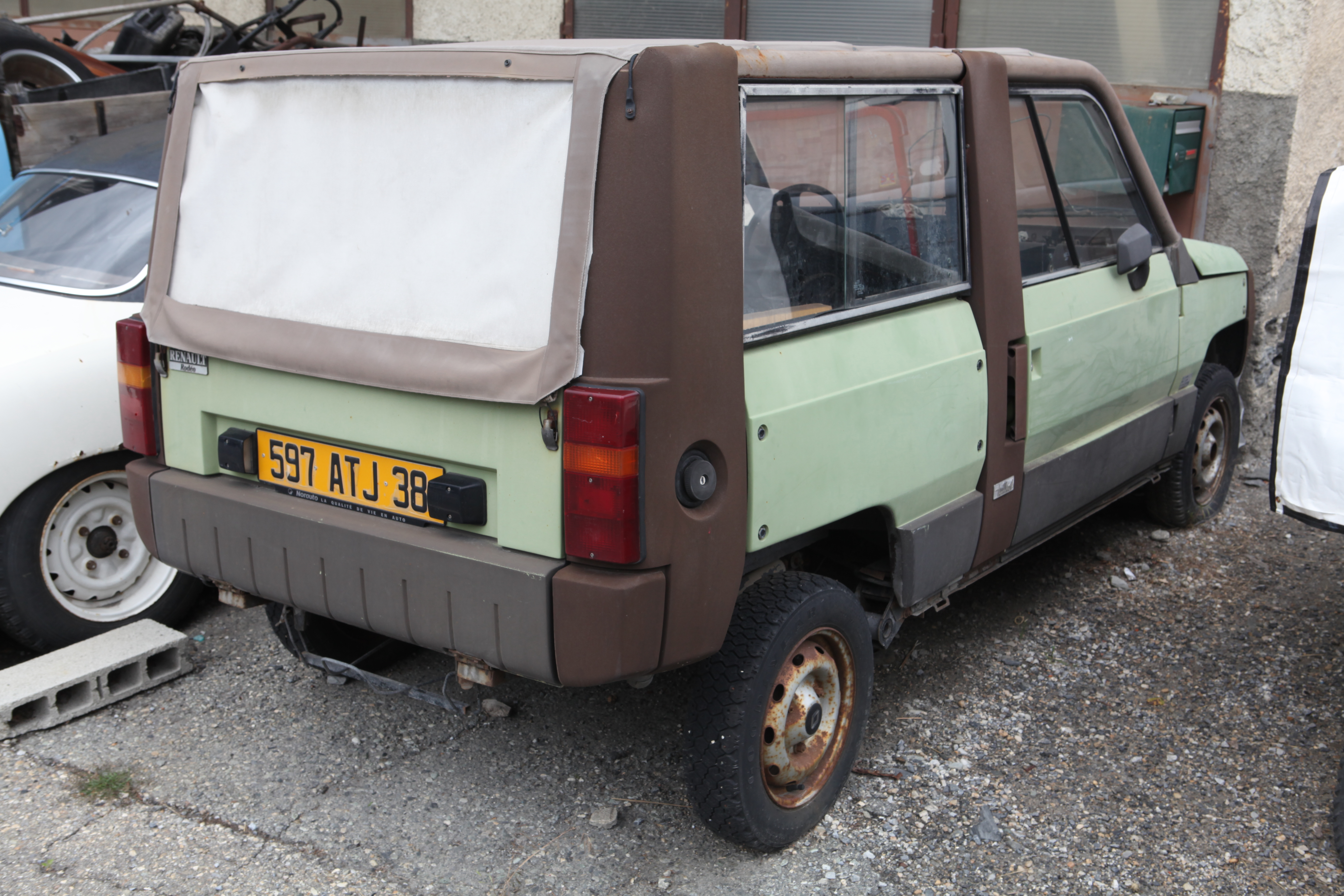
Una Renault Rodéo 5 Quatre-Saisons

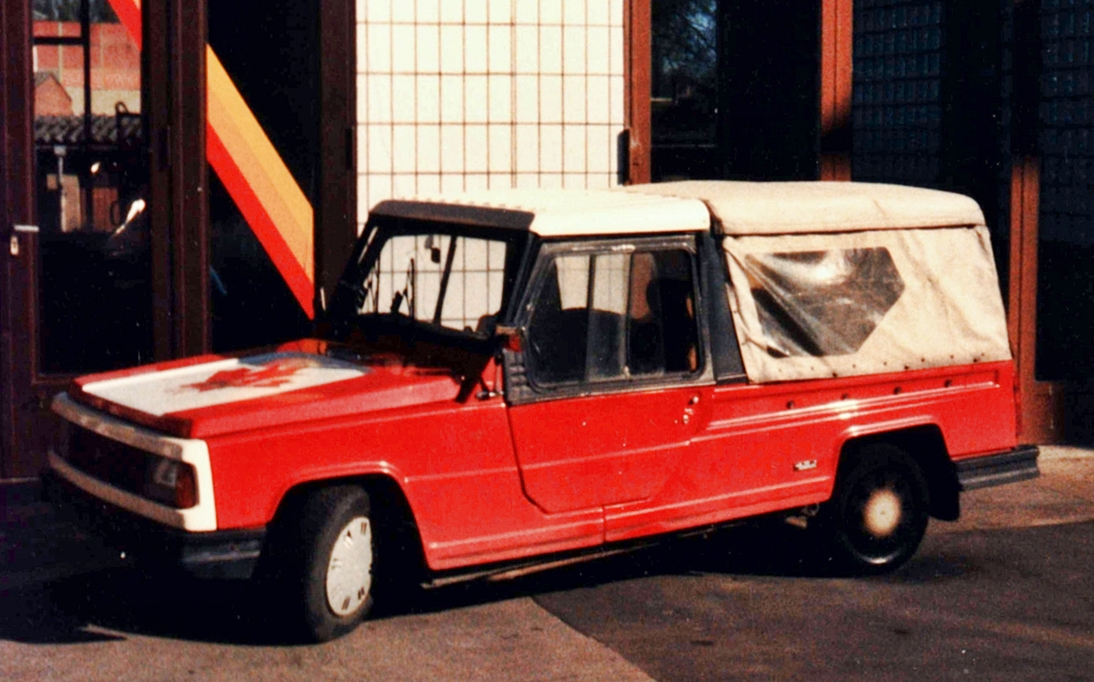
Una Renault Rodéo 6 Quatre-Saisons dopo il restyling 1979

Nel 1981 fu lanciata la terza serie, denominata Rodéo 5, basata sulla Renault 4 GTL: rispetto alle serie precedenti, la Rodéo 5 appariva più moderna e addirittura più elegante. Anche la carrozzeria incaricata di assemblarla era diversa, e portava il nome di Teilhol. Il corpo vettura era sostanzialmente chiuso, ma era dotato di tettuccio apribile in tela. I fari tornarono ad essere tondi e di dimensioni analoghe a quelle della Rodéo 4. La calandra cambiò e divenne decisamente più moderna e dotata di protezione tubolare. Era disponibile in due versioni:
- Quatre-Saisons, con portiere;
- Plein Air, senza portiere.

Nel 1984, ultimo anno di produzione della Rodéo, fu proposta anche una serie limitata denominata Hoggar, dotata di trazione integrale. Contemporaneamente fu lanciata una seconda serie limitata, denominata Sologne, verniciata in verde e con allestimento piuttosto ricco per il tipo di vettura. Nello stesso anno, la Rodéo fu tolta definitivamente di produzione.